# Carya demareei
Carya demareei là một loài thực vật có hoa trong họ Óc chó. Loài này được E.J.Palmer mô tả khoa học đầu tiên năm 1937.